# Caterina Gabrielli
Caterina Gabrielli (ur. 12 listopada 1730 w Rzymie, zm. 16 lutego 1796 tamże) – włoska śpiewaczka operowa, sopran koloraturowy.

## Życiorys
Jej ojciec był kucharzem na dworze księcia Gabriellego. Książę zapewnił wykształcenie wokalne młodej Caterinie, która później przyjęła jego nazwisko. Posługiwała się także urobionym od zawodu ojca pseudonimem „La Coghetta”. W latach 1744–1747 przypuszczalnie była uczennicą Nicoli Porpory w Wenecji. Na początku lat 50. była już rozpoznawalna i występowała w wielu włoskich miastach. Od 1755 roku śpiewała w Wiedniu, gdzie znalazła protektora w osobie Pietra Metastasia. Występowała w operach Christopha Willibalda Glucka. W 1758 roku wyjechała do Mediolanu, gdzie zaprzyjaźniła się z kastratem Gaetano Guadagnim Występowała też w Parmie, gdzie uczestniczyła w prapremierowych wykonaniach oper Tommasa Traetty Ippolito ed Aricia (1759) i I tintarido, o Castore e Polluce (1760). Następnie ponownie przebywała w Wiedniu, gdzie wzięła udział w prawykonaniu Tetide Glucka (1760) i Armidy Traetty (1761). Po powrocie do Włoch występowała m.in. w Neapolu, w 1761 roku spotkała przebywającego wówczas w Mediolanie W.A. Mozarta, który odnotował to spotkanie w jednym ze swoich listów. W kolejnych latach przebywała w Petersburgu (1772–1775) i Londynie (1775–1776). W 1776 roku wróciła do Włoch, śpiewając jeszcze przez kilka lat w Neapolu, Wenecji, Lukce i Mediolanie, po czym na początku lat 80. XVIII wieku zakończyła karierę sceniczną.